# Ananias Cruz
Ananias Cruz (Rio de Janeiro-RJ, 13 de setembro de 1938) é um ex-futebolista brasileiro que atuava como lateral, zagueiro ou volante.

## Carreira
Ananias iniciou sua carreira futebolística no Bangu, levado pelo mestre Zizinho, aos 8 anos. Só se tornaria profissional aos 20 anos, em 1958, fazendo parte da gloriosa década de 1960 do clube. Em 1963, teve seu passe vendido para o Flamengo. Depois, jogou pelo Vasco da Gama, onde foi campeão do Torneio Rio-São Paulo de 1966
Após se aposentar, virou treinador do Bangu. Em 1987, Ananias foi campeão carioca de juniores e aproveitou para lançar dois talentos: o goleiro Palmieri e o meia Macula. 

## Conquistas
Bangu
- International Soccer League: 1960

Flamengo
- Campeonato Carioca de Futebol: 1963
- Troféu Naranja: 1964

Vasco da Gama
- Torneio Rio-São Paulo: 1966